# Байза (город)

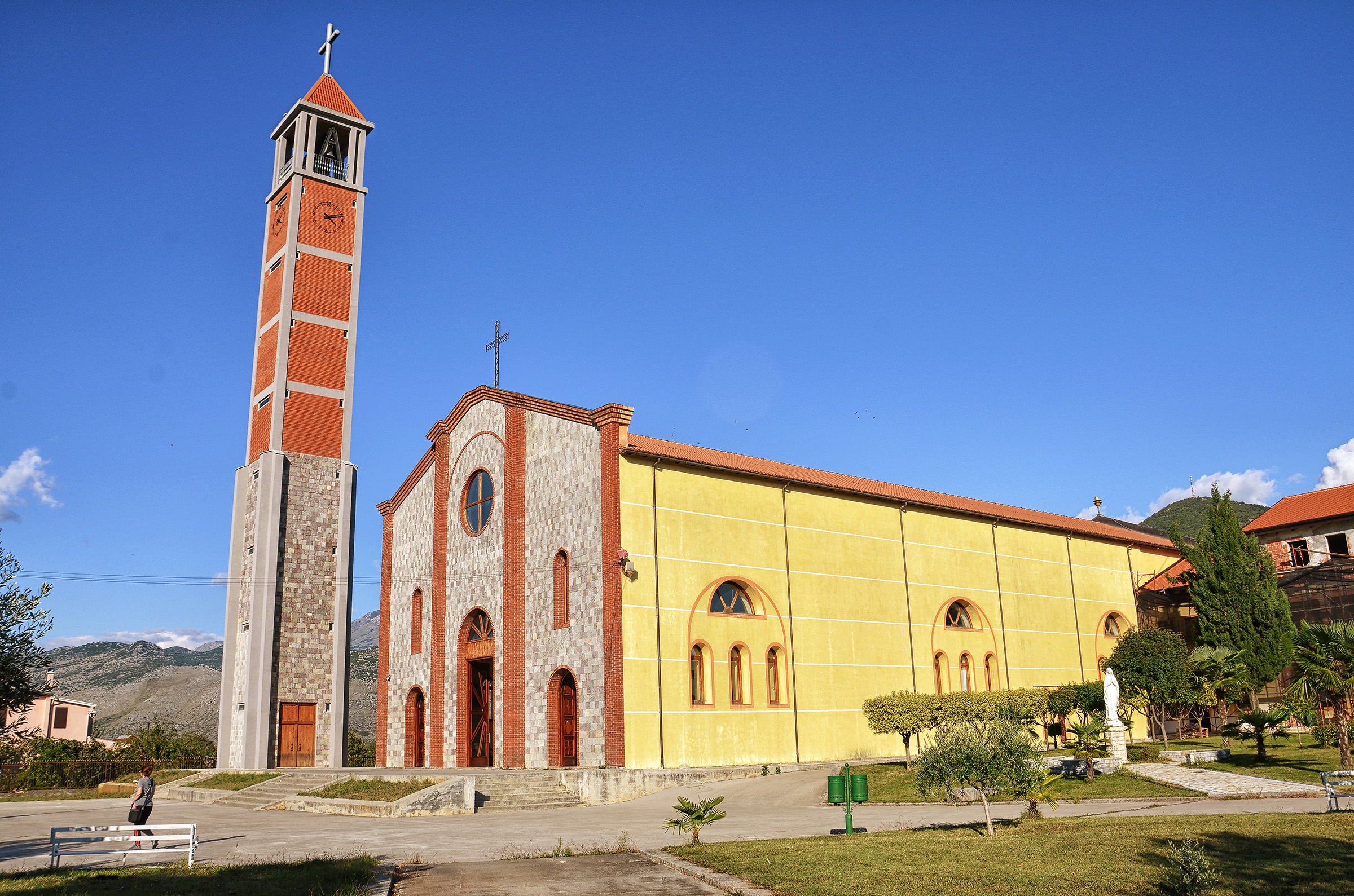
Церковь св. Петра и св. Павла

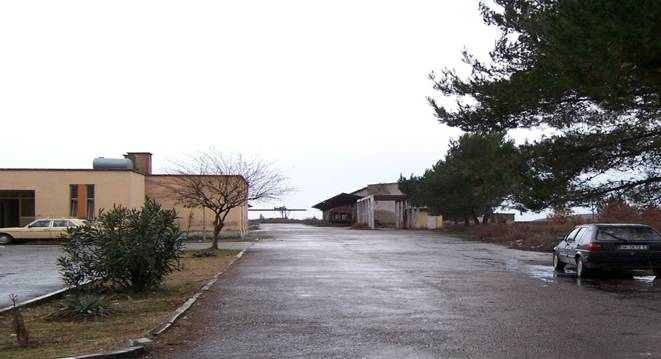
Железнодорожная станция

Байза (алб. Bajza) — город области Шкодер в северо-западной части Албании.
Находится в северной части равнины Шкодер, между озером Шкодер и горным массивом Проклетие в предгорьях Албанских Альп, на равнине Кастрати (Fusha e Kastratit), в её северной части, на высоте 68 метров.
Расположен в 24 км от города Шкодер. Ранее входил в муниципалитет Кастрат. В результате реформы местного самоуправления 2015 года был включён в состав муниципалитета Малези и Мадхе.
В состав муниципалитета входит 12 деревень.
Население, согласно переписи 2011 года, составляло 2 346 человек. Площадь муниципалитета — 128,7 км².
Расположен на единственной международной железнодорожной линии в Албании, от Шкодера до Подгорицы в Черногории. Имеется железнодорожный вокзал.

## История
Следы проживания на территории Байзы относятся к раннему периоду до нашей эры. Район, примерно, в 60-х годах нашей эры принял христианство.
После смены политического режима в 1991 году, открытия границ и близости пограничного перехода значительно усилилась иммиграция и выезд за кордон местного населения.